# Präfektur Shiga
Die Präfektur Shiga (japanisch 滋賀県, Shiga-ken) ist eine der 47 Präfekturen Japans. Sie umfasst heute die alte Provinz Ōmi und erstreckt sich entlang des Biwa-Sees auf der Insel Honshū.
Seit der Abtretung der Region Reinan (≈Provinz Wakasa) an die Präfektur Fukui 1881 hat Shiga keinen Zugang zum Meer mehr und ist Binnenpräfektur. Shiga wird fast immer der Region Kinki/Kansai zugerechnet, es nimmt auch am Zweckverband Kansai teil, ist aber zugleich auch Teil der regionalen Gouverneurskonferenz von Chūbu. Sitz der Präfekturverwaltung ist Ōtsu, auch wenn es bis ins 20. Jahrhundert Anstrengungen für eine Verlegung der Hauptstadt nach Hikone gab.

## Politik
- KPJ: 2
- Team Shiga (Regionalpartei um Yukiko Kada; mit KDP, DVP, Unabhängigen): 12
- Sazanami Club (aus Unabhängigen): 3
- Fraktionslos: 1
- Shiga Ishin no Kai: 3
- Kōmeitō: 2
- LDP: 21

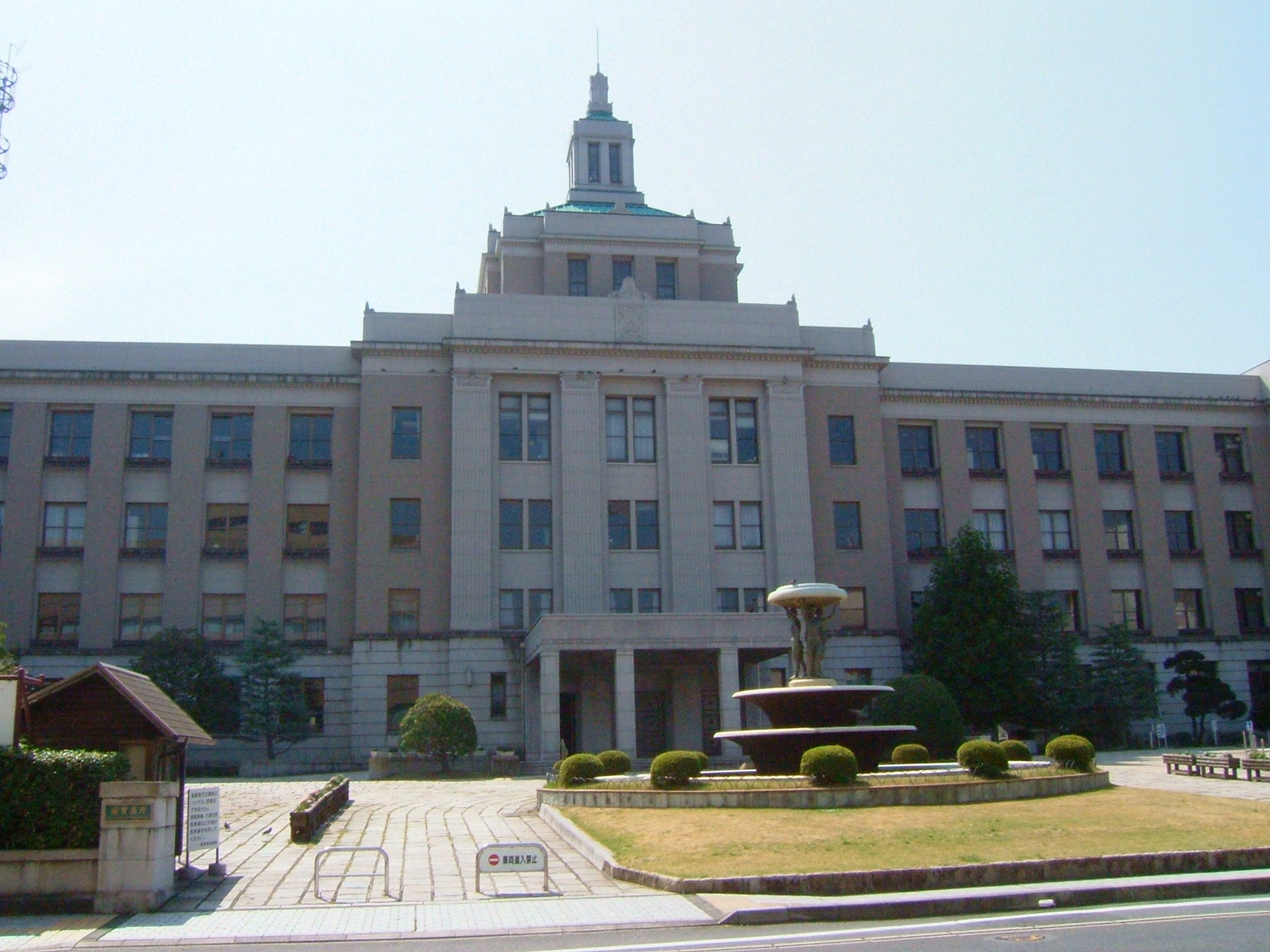
Das 1939 fertiggestellte Hauptgebäude der Präfekturverwaltung im Stadtteil Kyōmachi von Ōtsu. Hier tagt auch das Präfekturparlament.

Nachfolger von Yukiko Kada als Gouverneur von Shiga ist seit 2014 der ehemalige demokratische Unterhausabgeordnete Taizō Mikazuki. Bei der gleichzeitig mit der Sangiin-Wahl 2022 durchgeführten Gouverneurswahl im Juli 2022 wurde Mikazuki mit rund 87 % der Stimmen gegen den KPJ-gestützten Kiyotsugu Konishi für eine dritte Amtszeit wiedergewählt. Die Wahlbeteiligung lag bei 55,3 %. Das Präfekturparlament umfasst 44 Abgeordnete aus 13 Wahlkreisen und wurde bei den einheitlichen Wahlen im April 2023 neu gewählt. Die Liberaldemokratische Partei (LDP) blieb mit 21 Sitzen mit Abstand stärkste Kraft.
Im nationalen Parlament ist Shiga seit 2024 durch nur noch drei direkt gewählte Abgeordnete im Shūgiin vertreten, 2024 zwei Liberaldemokraten und ein Mitglied der Nippon Ishin no Kai, und ins Sangiin wählt die Präfektur einen Abgeordneten pro Teilwahl, nach den Wahlen 2019 und 2022 der unterlegene Gouverneurskandidat von 2014, Takashi Koyari, für die LDP und Ex-Gouverneurin Kada, die sich 2024 der Ishin no kai anschloss.

## Verwaltungsgliederung
Mit Einführung der modernen Gemeinden 1889 bestand die Präfektur Shiga aus 6 Kleinstädten und 189 Dörfern (in 13 Landkreisen). Erst in den 1930er-Jahren entstanden die ersten beiden kreisfreien Städte (Otsu 1933 und Hikone 1937). Durch Eingliederungen und Fusionen sank die Zahl der Gemeinden von 203 (1920) über 67 (1955) auf schließlich 46 im Jahr 2005. Seit 2010 besteht die Präfektur aus 13 kreisfreien Städten (Shi) und 6 Kleinstädten (Chō), letztere zusammengefasst in drei Landkreisen.
Ōtsu ist Sitz der Präfekturverwaltung und seit 2009 eine „Kernstadt“ (chūkakushi).
In nachstehender Tabelle sind die Landkreise (郡, Gun) kursiv dargestellt, darunter jeweils (eingerückt) die Kleinstädte (町, Chō) innerhalb selbiger. Eine Abhängigkeit zwischen Landkreis und Kleinstadt ist auch an den ersten drei Stellen des Codes (1. Spalte) ersichtlich. Am Anfang der Tabelle stehen die kreisfreien Städte (市, Shi).
| Code                                            | Name                        | Name       | Fläche (in km²)  | Bevölkerung   | Bevölkerungs- dichte (Ew./km²)3 |         |
| Code                                            | Rōmaji                      | Kanji      | 1. Oktober 20171 | 1. März 20212 | 1. Oktober 20153                |         |
| ----------------------------------------------- | --------------------------- | ---------- | ---------------- | ------------- | ------------------------------- | ------- |
| 25201                                           | Ōtsu-shi                    | 大津市     | 464,51           | 341.488       | 340.973                         | 734,05  |
| 25202                                           | Hikone-shi                  | 彦根市     | 196,87           | 113.993       | 113.679                         | 577,43  |
| 25203                                           | Nagahama-shi                | 長浜市     | 681,02           | 115.618       | 118.193                         | 173,55  |
| 25204                                           | Ōmihachiman-shi             | 近江八幡市 | 177,45           | 81.384        | 81.312                          | 458,22  |
| 25206                                           | Kusatsu-shi                 | 草津市     | 67,82            | 140.927       | 137.247                         | 2023,70 |
| 25207                                           | Moriyama-shi                | 守山市     | 55,74            | 82.010        | 79.859                          | 1432,71 |
| 25208                                           | Rittō-shi                   | 栗東市     | 52,69            | 68.481        | 66.749                          | 1266,82 |
| 25209                                           | Kōka-shi                    | 甲賀市     | 481,62           | 89.560        | 90.901                          | 188,74  |
| 25210                                           | Yasu-shi                    | 野洲市     | 80,14            | 50.123        | 49.889                          | 622,52  |
| 25211                                           | Konan-shi                   | 湖南市     | 70,40            | 54.429        | 54.289                          | 771,15  |
| 25212                                           | Takashima-shi               | 高島市     | 693,05           | 47.930        | 50.025                          | 72,18   |
| 25213                                           | Higashiōmi-shi              | 東近江市   | 388,37           | 113.305       | 114.180                         | 294,00  |
| 25214                                           | Maibara-shi                 | 米原市     | 250,39           | 38.202        | 38.719                          | 154,63  |
| 25380                                           | Gamō-gun                    | 蒲生郡     | 162,15           | 33.320        | 34.307                          | 211,58  |
| 25383                                           | Hino-chō                    | 日野町     | 117,60           | 21.237        | 21.873                          | 185,99  |
| 25384                                           | Ryūō-chō                    | 竜王町     | 44,55            | 12.083        | 12.434                          | 279,10  |
| 25420                                           | Echi-gun                    | 愛知郡     | 37,97            | 20.901        | 20.778                          | 547,22  |
| 25425                                           | Aisho-chō                   | 愛荘町     | 37,97            | 20.901        | 20.778                          | 547,22  |
| 25440                                           | Inukami-gun                 | 犬上郡     | 157,20           | 21.210        | 21.816                          | 138,78  |
| 25441                                           | Toyosato-chō                | 豊郷町     | 7,80             | 7356          | 7422                            | 951,54  |
| 25442                                           | Kōra-chō                    | 甲良町     | 13,63            | 6612          | 7039                            | 516,43  |
| 25443                                           | Taga-chō                    | 多賀町     | 135,77           | 7242          | 7355                            | 54,17   |
|                                                 |                             |            |                  |               |                                 |         |
| Shi-bu (All Shi, Anteil der kreisfreien Städte) | 市部                        | 3660,07    | 1.337.450        | 1.336.015     | 365,02                          |         |
| Gun-bu (All Gun, Anteil der Landkreise)         | 郡部                        | 357,32     | 75.431           | 76.901        | 215,22                          |         |
|                                                 |                             |            |                  |               |                                 |         |
| 25000                                           | Shiga-Ken (Präfektur Shiga) | 滋賀県     | 4017,38          | 1.412.881     | 1.412.916                       | 351,70  |

1 Flächenangaben von 2017

2 Geschätzte Bevölkerung (Estimated Population) 2018

3 Ergebnisse der Volkszählung 2015

## Größte Orte
| VZ-Jahr     | Einwohner | Einwohner | Einwohner | Einwohner |
| VZ-Jahr     | 2015      | 2010      | 2005      | 2000      |
| ----------- | --------- | --------- | --------- | --------- |
| Ōtsu        | 340.973   | 337.634   | 301.672   | 288.240   |
| Kusatsu     | 137.247   | 130.874   | 121.159   | 115.455   |
| Nagahama    | 118.193   | 124.131   | 62.225    | 60.104    |
| Higashiōmi  | 114.180   | 115.479   | 78.803    | –         |
| Hikone      | 113.679   | 112.156   | 109.779   | 107.860   |
| Kōka        | 90.901    | 92.704    | 93.853    | –         |
| Ōmihachiman | 81.312    | 81.738    | 68.530    | 68.366    |
| Moriyama    | 79.859    | 76.560    | 70.823    | 65.542    |
| Rittō       | 66.749    | 63.655    | 59.869    | –         |
| Konan       | 54.289    | 54.614    | 55.325    | –         |
| Takashima   | 50.025    | 52.486    | 53.950    | –         |
| Yasu        | 49.889    | 49.955    | 49.486    | –         |
| Maibara     | 38.719    | 40.060    | 41.009    | –         |
| Yōkaichi    | –         | –         | –         | 44.351    |

- 1. Oktober 2001 – die Kleinstadt Rittō wird zur kreisfreien Stadt erhoben.
- 1. Oktober 2004 – die Kleinstadt Yasu gliedert eine Gemeinde ein und wird zur kreisfreien Stadt erhoben.
- 1. Oktober 2004 – zwei Gemeinden fusionieren zur kreisfreien Stadt Konan.
- 1. Oktober 2004 – die Kleinstadt Kōka gliedert drei Gemeinden ein und wird kreisfreie Stadt.
- 1. Oktober 2005 – die Kleinstadt Takashima gliedert fünf Gemeinden ein und wird kreisfreie Stadt.
- 11. Februar 2005 – die kreisfreie Stadt Yōkaichi verschmilzt mit vier weiteren Gemeinden und bildet die kreisfreie Stadt Higashiōmi.
- 14. Februar 2005 – drei Gemeinden fusionieren zur kreisfreien Stadt Maibara.
- 26. Februar 2006 – zwei Gemeinden fusionieren zur kreisfreien Stadt Aishoo.

### Bevölkerungsentwicklung der Präfektur
| Census- Jahr | Gesamt- Bevölkerung | männliche Bevölkerung | weibliche Bevölkerung | Geschlechter- verhältnis Männer auf 1000 Frauen | Fläche in km2 | Bevölkerungs- dichte Einw. je km2 |
| ------------ | ------------------- | --------------------- | --------------------- | ----------------------------------------------- | ------------- | --------------------------------- |
| 1920         | 651.050             | 313.737               | 337.313               | 930,1                                           | 4050,93       | 160,72                            |
| 1925         | 662.412             | 321.071               | 341.341               | 940,6                                           | 4050,93       | 163,52                            |
| 1930         | 691.631             | 337.016               | 354.615               | 950,4                                           | 4050,93       | 170,73                            |
| 1935         | 711.436             | 345.185               | 366.251               | 942,5                                           | 4050,93       | 175,62                            |
| 1940         | 703.679             | 341.631               | 362.048               | 943,6                                           | 4050,93       | 173,71                            |
| 1945         | 860.911             | 394.802               | 466.109               | 847,0                                           | 4050,93       | 212,52                            |
| 1950         | 861.180             | 413.110               | 448.070               | 922,0                                           | 4025,36       | 213,94                            |
| 1955         | 853.734             | 409.813               | 443.921               | 923,2                                           | 4016,00       | 212,58                            |
| 1960         | 842.695             | 403.281               | 439.414               | 917,8                                           | 4016,00       | 209,83                            |
| 1965         | 853.385             | 409.502               | 443.883               | 922,5                                           | 4016,00       | 212,50                            |
| 1970         | 889.768             | 429.885               | 459.883               | 934,8                                           | 4016,00       | 221,56                            |
| 1975         | 985.621             | 481.733               | 503.888               | 956,0                                           | 4016,00       | 245,42                            |
| 1980         | 1.079.898           | 529.208               | 550.690               | 961,0                                           | 4016,00       | 268,90                            |
| 1985         | 1.155.844           | 568.735               | 587.109               | 968,7                                           | 4016,00       | 287,81                            |
| 1990         | 1.222.411           | 601.082               | 621.329               | 967,4                                           | 4017,23       | 304,29                            |
| 1995         | 1.287.005           | 634.648               | 652.357               | 972,9                                           | 4017,36       | 320,36                            |
| 2000         | 1.342.832           | 663.432               | 679.400               | 976,5                                           | 4017,36       | 334,26                            |
| 2005         | 1.380.361           | 681.474               | 698.887               | 975,1                                           | 4017,36       | 343,60                            |
| 2010         | 1.410.777           | 696.769               | 714.008               | 975,9                                           | 4017,36       | 351,17                            |
| 2015         | 1.412.916           | 696.941               | 715.975               | 973,4                                           | 4017,38       | 351,70                            |

## Wirtschaft
Die Präfektur Shiga profitiert davon, dass sie am Schnittpunkt dreier Wirtschaftszonen, nämlich der Kansai, Chubu und Hokuriku, liegt. Der Anteil des verarbeitenden Gewerbes an der Bruttoproduktion der Präfektur beträgt 45,2 % und ist damit der fünfthöchste in Japan.(2017). Es gibt Standorte für Unternehmen wie z. B. der Automobilindustrie, der Elektro- und Elektronikindustrie, der pharmazeutischen Industrie sowie eine Reihe von Forschungs- und Entwicklungszentren. Zu dem wichtige Unternehmen, die in Shiga vertreten sind, gehören  Kyocera Corporation, Yanmar HOLDINGS CO., LTD., Takara Bio Inc., Nippon Electric Glass Co. und  OKUMURA ENGINEERING corp.
Die Präfektur ist auch für verschiedene land- und forstwirtschaftliche Produkte bekannt. Zu den traditionellen Industriezweigen gehören Bonsai und Hosokawashi, eine der drei Arten von handgeschöpftem japanischem Papier, das 2014 von der UNESCO zum immateriellen Kulturerbe der Menschheit erklärt wurde.

## Polizei

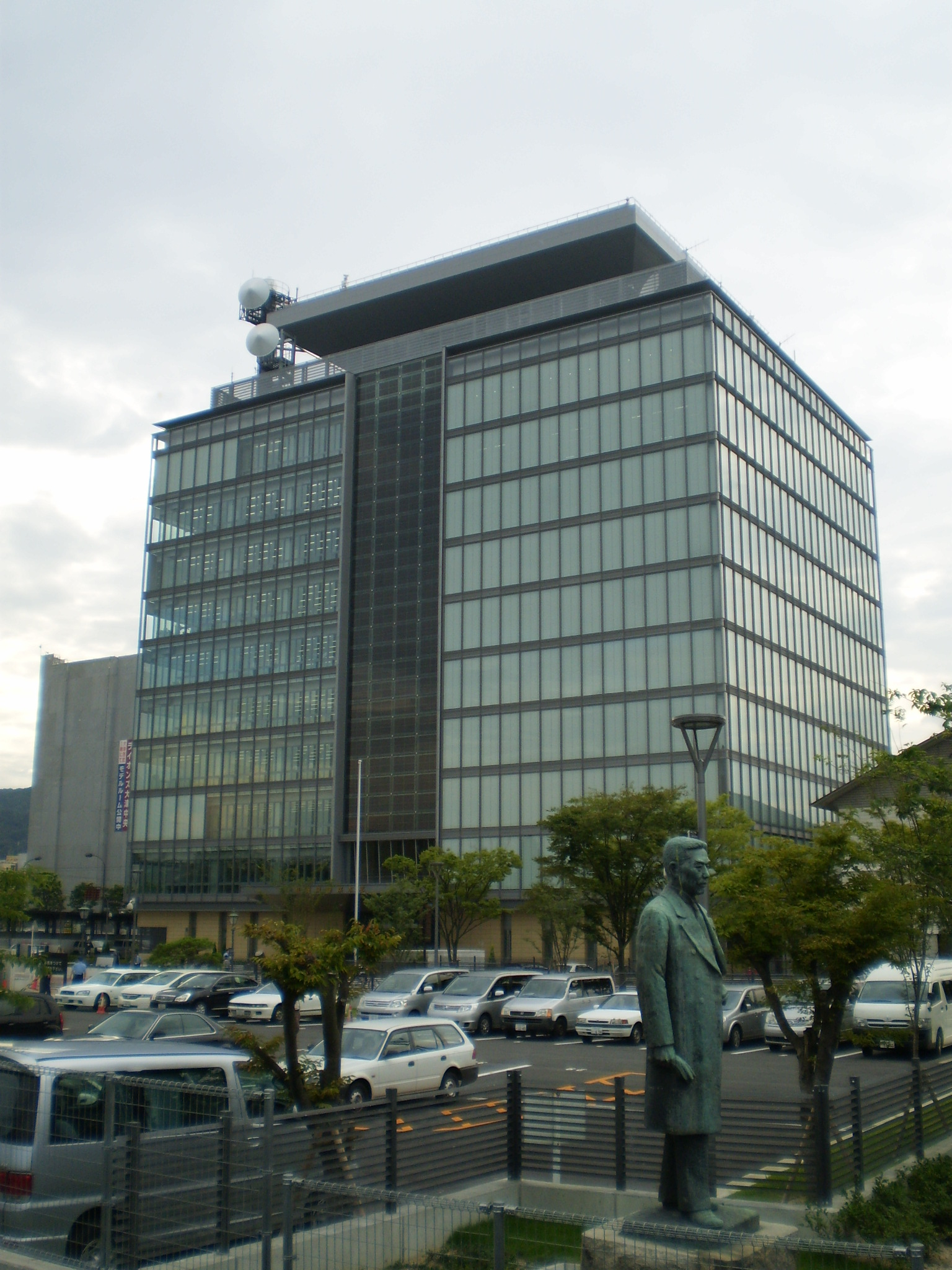
Polizeihauptquartier in Ōtsu

Shigas Kommission für öffentliche Sicherheit besteht wie in den meisten Präfekturen ohne designierte Großstadt aus drei Mitgliedern, die vom Gouverneur mit Zustimmung des Parlaments ernannt werden. Die Polizei von Shiga besteht aus rund 2.200 Polizisten, die (Stand: 1. April 2013) in 12 Polizeirevieren, 56 kōban und 106 ländlichen Polizeihäuschen (chūzaisho) im Dienst sind.

## Bilder

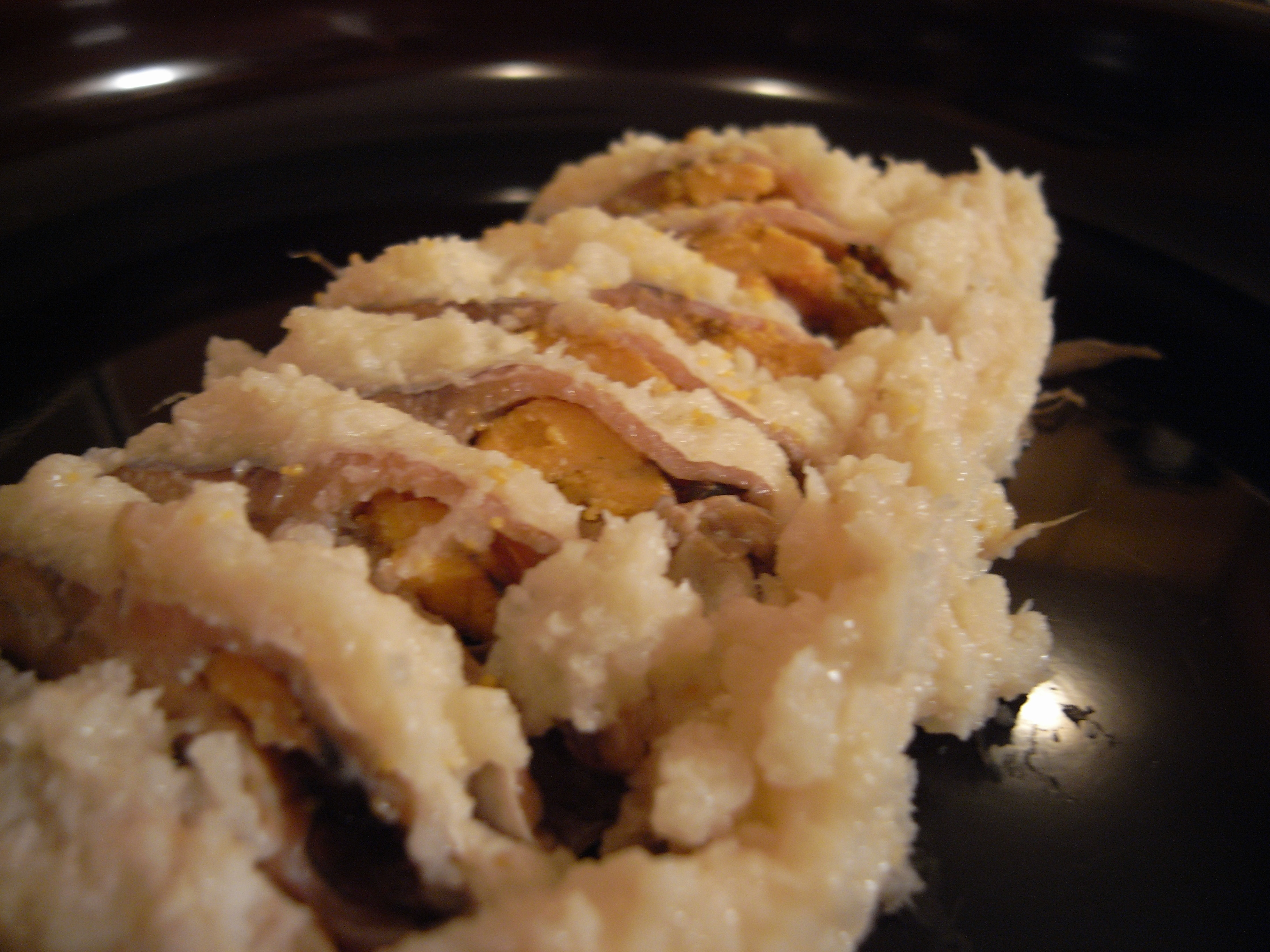
Funazushi
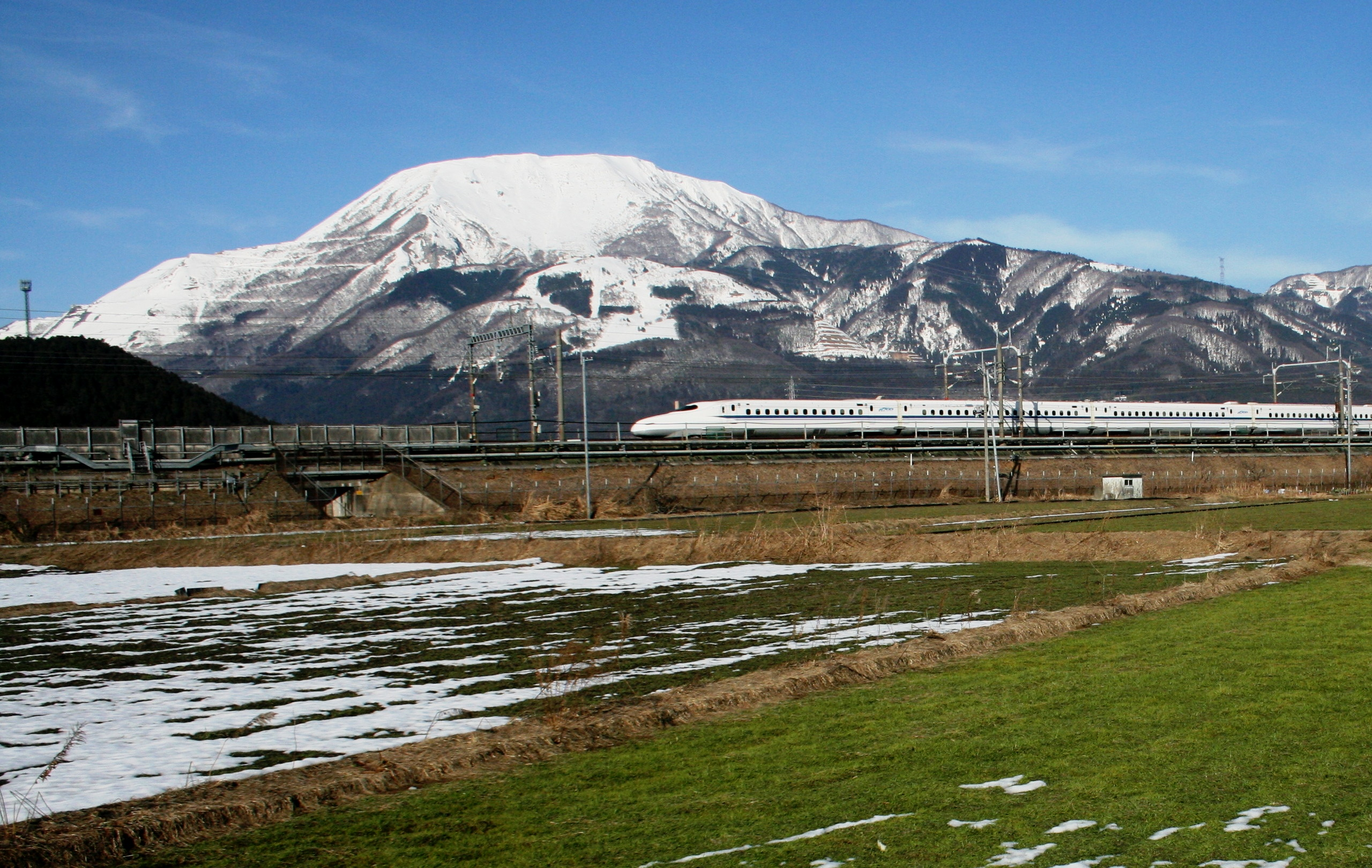
Berg Ibuki
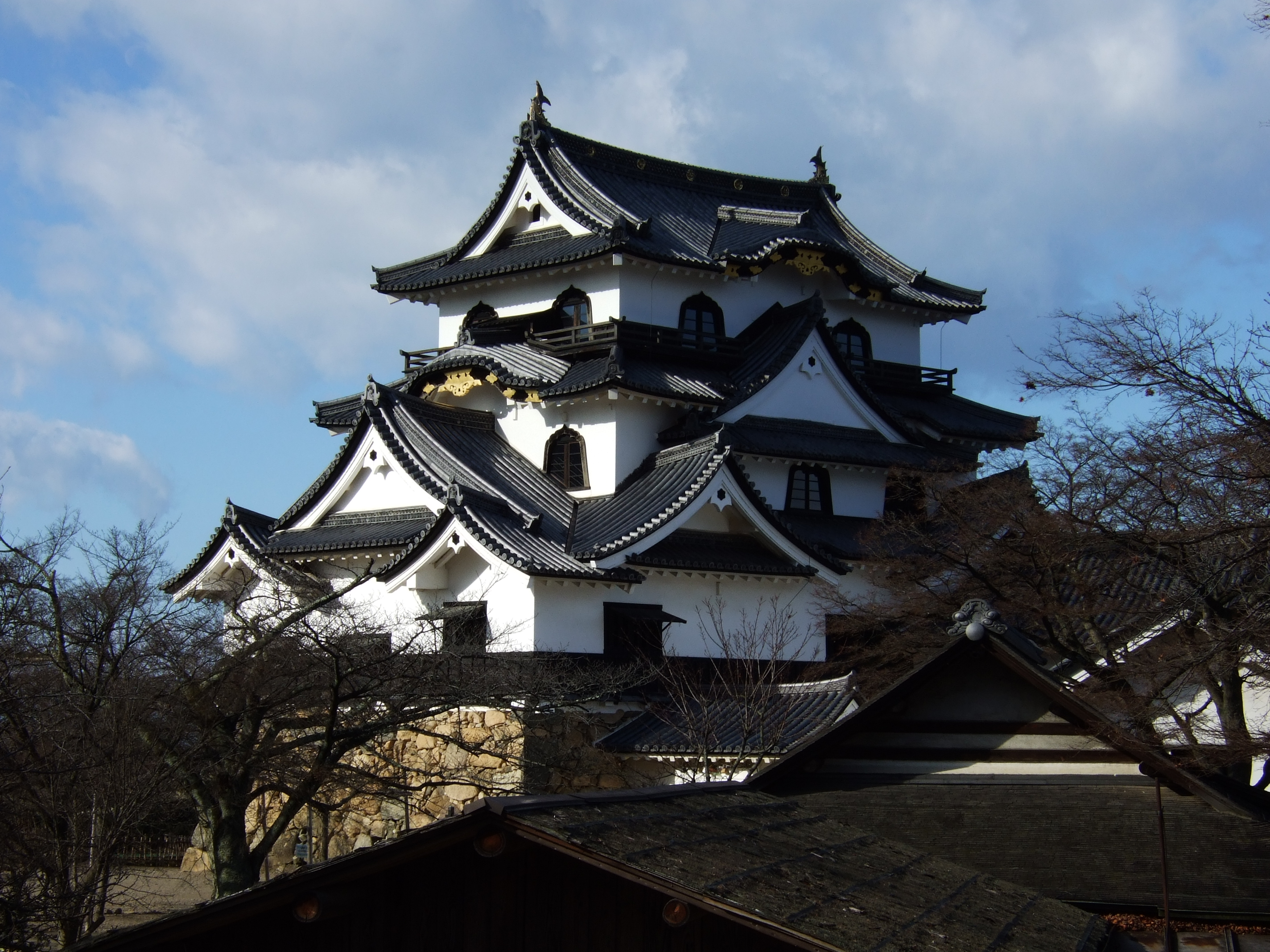
Hikone
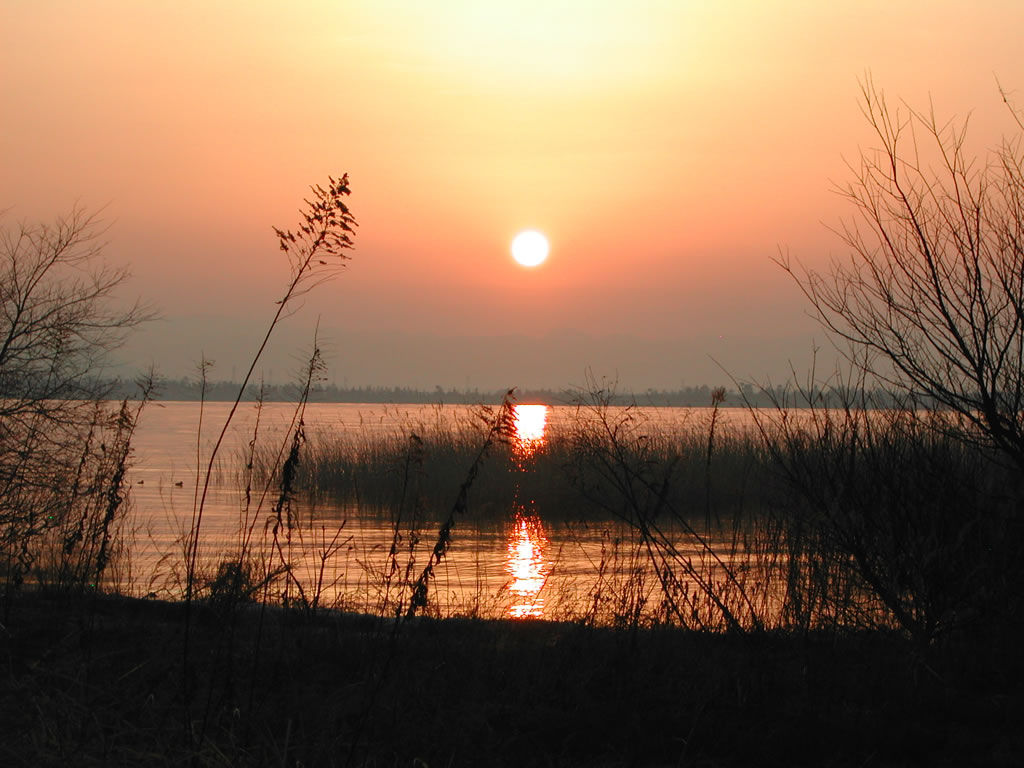
Biwa-See